# ナジャフ県

ナジャフ県

ナジャフ県（ナジャフけん、アラビア語：محافظة النجف Muḥāfaẓat an-Najaf）は、人口およそ90万人を擁するイラクの県。県都のナジャフとクーファが主要都市で、シーア派の聖地があり、住民はシーア派が多数を占める。

## 地理
隣接する県は5つで、北にカルバラー県、北北東にバービル県、東北にカーディーシーヤ県、東にムサンナー県、西にアンバール県がある。